# Melanophryniscus devincenzii
Melanophryniscus devincenzii é uma espécie de anfíbio da família Bufonidae. Pode ser encontrada no Uruguai, Argentina, Paraguai e Brasil.